# Княжнина, Екатерина Александровна
Екатерина Александровна Княжнина (1746, Санкт-Петербург — 6 июня 1797, Санкт-Петербург) — русская поэтесса, первой напечатавшая свои произведения (1759).

## Биография
Дочь А. П. Сумарокова, получила домашнее образование. Отец покровительствовал проявлявшемуся у дочери интересу к литературе, но не одобрял её склонности к писанию стихов, опасаясь, что в них появятся неприличные для девушки «полюбовные изъяснения». Поэтому напечатанная в «Трудолюбивой пчеле» «Элегия» сочинена от лица мужчины.
При разъезде Сумарокова с женой в 1765 — 1766 годах Екатерина осталась с отцом, с ним и переехала в Москву в марте 1769 года. В том же году в Москву переехал Княжнин, воспользовавшийся шансом показать рукопись своей первой трагедии "отцу русского театра", и обративший внимание на Екатерину. По просьбе Княжнина его приятель Фёдор Карин сосватал Екатерину Александровну. Данная версия записана Сергеем Николаевичем Глинкой со слов Карина. По мнению П.Н.Беркова свадьба состоялась в 1768 году, а в Москву переехала её сестра — Прасковья. Этой версии противоречат свидетельства Александра Княжнина (сына), Болховитинова  (по запискам и рассказам друга Княжниных Ивана Дмитриевского) и Глинки о том, что сватовство произошло в Москве. Свадьба, по словам сына, была в Санкт-Петербурге.
Достоверная информация об участии Екатерины Александровны в литературной жизни крайне скудна. Берков утверждал, что и стихотворение, напечатанное в «Трудолюбивой пчеле», сочинено не ею, а её отцом. Это утверждение неверно, в «Санкт-Петербургском вестнике» за 1778 (Ч. 1) напечатана «Элегия» с подписью «К***а К***а» («Катерина Княжнина»).
В письмах М.Н. Муравьёва за 1781 год упоминается, что некий Арсеньев, которому покровительствует Княжнина, пишет несколько сатир против Н.П. Николева, Ф.Г. Карина, А.С. и Д.И. Хвостовых и других.
Существует предание, что во время первого представления комедии Николева «Самолюбивый стихотворец» на Придворном театре 15 июня 1781 года, более грубой, чем опубликованная пьеса, из ложи, где сидела Княжнина, раздался свист, подхваченный зрителями. Так, якобы, было положено начало традиции освистывания плохих пьес в русском театре. Сама Княжнина в связи с данным представлением написала несохранившуюся эпиграмму на Николева, который в ответ сочинил несколько грубых стихотворений против Княжниной.
Нападки Ивана Андреевича Крылова на Княжнину в памфлете «Проказники», в «Почте духов» и других сочинениях, видимо вызваны какими-то личными причинами.
Хотя Княжнины жили достаточно скромно, по свидетельству Сергея Глинки, их дом был открыт для всех. В нём бывали Фёдор Карин, Григорий Потёмкин, Иван Дмитриевский и прочие. Представления о доме Княжниных как об аристократическом салоне — не более чем легенда.
Якобы её стихотворения были положены на ноты Раупахом и изданы без имени автора Княжниным, что рассердило Сумарокова, начавшего печатать их в «Трудолюбивой пчеле» за своей подписью, однако это не отражено ни в каких каталогах.
Была похоронена на Смоленском кладбище Санкт-Петербурга; в 1950-е годы могильный камень перенесли на Лазаревское кладбище Александро-Невской лавры.

## Издания
В «Трудолюбивой Пчеле» за март 1759 года Екатерина Княжнина поместила элегию «О ты, которая всегда».

### Ложное авторство
По слухам, собранным М.Н. Макаровым, якобы уже к началу 1759 Княжнина была предметом страсти Княжнина, который будто бы советовался с ней о своих стихах и правил её стихи. Как утверждает далее Макаров, Княжнин якобы уговорил композитора Г. Раупаха сочинить музыку к любовным песням поэтессы и издал стихотворный сборник Княжниной с нотами, в который вошли песни «Сокрылись те часы, как ты меня искала…», «В какой мне вредный день ты в том меня уверил…», «Мы друг друга любим, что ж нам в том с тобою…», «Позабудь дни жизни сей…», «Уж прошел мой век драгой…», «Тщетно я скрываю сердца скорби люты…». Узнав о поступке дочери, Сумароков будто бы рассердился и перепечатал эти шесть песен в «Трудолюбивой пчеле» за ноябрь как принадлежащие ему самому. Макаров ошибочно приписал Княжниной, кроме песен, ряд других стихотворений, эпистолу «К неправедным судьям» и оду «Противу злодеев».
Эта версия была принята на веру многими последующими биографами, а С.А. Венгеров даже перепечатал вместе с «Элегией» шесть песен и «Противу злодеев» в подборке стихотворений Княжниной. Однако, шесть песен на самом деле принадлежат Сумарокову, и напечатаны они были впервые без разрешения автора в сборнике Г.Н. Теплова «Между делом безделье, или Собрание разных песен» (на музыку Теплова, 1759 год). Все приписываемые Княжниной стихотворения и песни, кроме «Элегии», также написаны её отцом и включены Н.И. Новиковым в «Полное собрание всех сочинений» Сумарокова. Однако тот же Новиков, хорошо знакомый как с Княжниной, так и с Сумароковым, сообщал, что Княжнина писала весьма неплохие стихотворения, напечатанные в «Трудолюбивой пчеле». По-видимому, речь идет о каких-то анонимно опубликованных произведениях.

## Семья и дети
Вышла замуж (ок. 1769) за Я. Б. Княжнина (1740/1742 — 1791), одного из крупнейших драматургов русского классицизма. Их сыновья стали генералами, командирами времён наполеоновских войн: генерал-лейтенант Александр Княжнин (1771—1829) и генерал от инфантерии Борис Княжнин (1777—1854).

## О Княжниной
- И. А. Крылов в своей комедии «Проказники» (1787—1788) высмеивал первого драматурга своего времени Княжнина (под именем Рифмокрада) и его жену Княжнину (Таратора), — возможно, из-за личной обиды. Результатом были ссора с семьёй Княжнина и неудовольствие театральной дирекции[4].